# Andreas Lindén
Andreas Lindén, född 14 september 1989 i Borås, är en svensk triathlet, extremidrottare, personlig tränare, bloggare och föreläsare. Han åkte som ungdomsproffscyklist för det danska teamet Capinordic under 2009. 
Den 19 juni 2010 genomförde han de fyra grenarna i En svensk Klassiker, på sina originalplatser och i följd på totaltiden 19 timmar 46 minuter, en så kallad Superklassiker.
I januari 2011 påbörjade han äventyret  Ski of Sweden, en resa från Smygehuk till Treriksröset på skidor, men fick avbryta på grund av töväder. Målet var att ta sig upp på 10 dagar.
Lindén gick på gymnasiet i Motala.